# (37423) 2001 XV251
2001 XV251 (asteroide 37423) é um asteroide da cintura principal. Possui uma excentricidade de 0.23314810 e uma inclinação de 3.51531º.
Este asteroide foi descoberto no dia 14 de dezembro de 2001 por LINEAR em Socorro.